# Уоллас (футболист, 1994)
Уоллас Оливейра дос Сантос (порт.-браз. Wallace Oliveira dos Santos; родился 1 мая 1994 года, в Рио-де-Жанейро, Бразилия), более известный как Уоллас или Уоллас Оливейра, — бразильский футболист, правый защитник бразильского клуба «Sampaio Corrêa Futebol e Esporte».

## Биография
Молодой правый защитник «Флуминенсе» является одной из надежд «трёхцветных». Уоллас попал в молодёжную команду клуба в 2005 году и был одним из самых ярких игроков сборной Бразилии на юношеском чемпионате Южной Америки в 2011 году. Его часто сравнивают с левым защитником Марсело, выступающим за «Реал Мадрид». Уоллас привлекает к себе внимание благодаря таким физическим качествам, как дриблинг, скорость и физическая сила. После успешного выступления в юношеской сборной Бразилии Уоллас был переведен в основную команду клуба по просьбе его главного тренера Абела Браги.
7 ноября 2012 «Челси» подписал контракт с Уолласом на сумму 14 миллионов евро 40 % прав на футболиста принадлежат английскому клубу. Официально Уоллас станет игроком «Челси», когда откроется трансферное окно, но останется в бразильском клубе до конца сезона на правах аренды.
22 июля 2015 года Уоллас перешёл в клуб «Карпи», выступающий в итальянской Серии А, на правах аренды сроком на один сезон. 23 августа дебютировал в Серии А, выйдя на замену в матче 1-го тура против «Сампдории» (2:5), провел на поле 30 минут. 6 января, Уоллас вернулся в «Челси», проведя в аренде всего 7 матчей. Уже через день, 7 января, было объявлено о том, что футболист возвращается в Бразилию, где на правах аренды до конца сезона будет играть за «Гремио». 18 февраля 2016 года, дебютировал за «Гремио», выйдя в основном составе на матч группового раунда Кубка Либертадорес против мексиканской «Толуки» (0:2).
В начале 2017 года тренерский штаб «Гремио» объявил о том, что не заинтересован в услугах футболиста. Хотя арендное соглашение с «Челси» продолжало действовать, Уоллас не был включён в заявку клуба на Лигу Гаушу и в другие турниры.
Уоллас помог юношеской сборной Бразилии выиграть юношеский чемпионат Южной Америки по футболу 2011. В этом же году он вместе с командой занял 4-е место на юношеском чемпионате мира.

## Статистика выступлений
| Выступление      | Выступление      | Выступление      | Лига | Лига | Кубок страны | Кубок страны | Международные турниры | Международные турниры | Прочие | Прочие | Итого | Итого |
| Клуб             | Лига             | Сезон            | Игры | Голы | Игры         | Голы         | Игры                  | Голы                  | Игры   | Голы   | Игры  | Голы  |
| ---------------- | ---------------- | ---------------- | ---- | ---- | ------------ | ------------ | --------------------- | --------------------- | ------ | ------ | ----- | ----- |
| Флуминенсе       | Серия А          | 2011             | 3    | 0    | 0            | 0            | 0                     | 0                     | 0      | 0      | 3     | 0     |
| Флуминенсе       | Серия А          | 2012             | 18   | 1    | 0            | 0            | 0                     | 0                     | 4      | 0      | 22    | 1     |
| Флуминенсе       | Серия А          | 2013             | 0    | 0    | 0            | 0            | 0                     | 0                     | 5      | 0      | 5     | 0     |
| Флуминенсе       | Итого            | Итого            | 21   | 1    | 0            | 0            | 0                     | 0                     | 9      | 0      | 30    | 1     |
| Интернационале   | Серия А          | 2013/14          | 3    | 0    | 1            | 0            | 0                     | 0                     | 0      | 0      | 4     | 0     |
| Интернационале   | Итого            | Итого            | 3    | 0    | 1            | 0            | 0                     | 0                     | 0      | 0      | 4     | 0     |
| Витесс           | Эредивизи        | 2014/15          | 18   | 1    | 1            | 0            | 0                     | 0                     | 4      | 0      | 23    | 1     |
| Витесс           | Итого            | Итого            | 18   | 1    | 1            | 0            | 0                     | 0                     | 4      | 0      | 23    | 1     |
| Карпи            | Серия А          | 2015/16          | 6    | 0    | 1            | 0            | 0                     | 0                     | 0      | 0      | 7     | 0     |
| Карпи            | Итого            | Итого            | 6    | 0    | 1            | 0            | 0                     | 0                     | 0      | 0      | 7     | 0     |
| Гремио           | Серия А          | 2016             | 9    | 0    | 0            | 0            | 3                     | 0                     | 9      | 0      | 21    | 0     |
| Гремио           | Итого            | Итого            | 9    | 0    | 0            | 0            | 3                     | 0                     | 9      | 0      | 21    | 0     |
| Всего за карьеру | Всего за карьеру | Всего за карьеру | 58   | 2    | 2            | 0            | 3                     | 0                     | 22     | 0      | 85    | 2     |

## Титулы и достижения
- Чемпион Бразилии: 2012
- Чемпион штата Рио-де-Жанейро: 2011
- Чемпион Южной Америки среди юношей до 17 лет): 2011
- Трофей Луиза Пенидо: 2012
- Кубок Бразилии: 2016